# 大英雄天團
《大英雄天團》（英語：Big Hero 6，直譯「六大英雄」），是一部2014年上映的美國3D電腦動畫超級英雄喜劇電影，第87届奥斯卡金像奖最佳动画长片得主。由華特迪士尼動畫工作室製作、華特迪士尼影業發行。以漫威漫畫的同名超級英雄漫畫為藍本，由唐·霍爾與克里斯·威廉斯執導，是迪士尼经典动画长片系列第54部作品。《大英雄天團》是第一部以漫威漫畫角色為主的動畫電影，其母公司漫威娛樂於2009年由华特迪士尼公司收購。本電影為2014年最賣座的動畫電影，直至2015年3月15日全球票房總值達6.57億美元。
電影於2014年10月23日在東京國際電影節首映，2014年10月31日在阿布達比影展以3D上映。2014年11月7日於全美上映。除中國大陸囿於引進電影配額外，在正片前加映6分鐘短片《美味盛宴》。電影發行後獲得普遍好評，口碑與票房雙贏，影評家對電影的動畫、動作序列、節奏、娛樂價值、核心和情感張力表示讚賞。

## 劇情介紹
《大英雄天團》改編自漫威於1998年出版的同名漫畫。故事發生在一個虛構的未來混合大都市「舊京山」，14歲發明天才少年濱田廣的最新發明「微型機器人」，竟然令他捲入足以摧毀舊京山的巨大陰謀！孤立無援，阿廣只能借助一班另類勢力，由宅宅實驗室裡四個哥哥的朋友包括芥末無薑、化學天才哈妮蕾夢、單車信差神行蛋葆、宅男漫畫迷費吉拉及醫護機械人大白。阿廣為朋友和自己配上了高科技超級裝備，6人組成了能力非凡的「大英雄天團」。
阿廣在同為發明家的哥哥濱田正去世之後，與哥哥生前發明的醫療用機器人－大白成了好朋友。然而，他發現哥哥當時的死因並不單純，為了阻止黑暗勢力，阿廣與機器人杯麵，連同幾位富有正義感的夥伴們組成聯盟，阿廣也運用了他的科技頭腦，為團員們設計一系列的武器配備，共同伸張正義。

## 角色

### 介绍
阿廣（Hiro）
十三歲就唸完高中的天才，專長機械人工學，格鬥程式及武器設計。「大英雄天團」的隊長。被称为可爱队长。
大白（Baymax）
原本是濱田廣的哥哥濱田正所發明的醫療機器人，被阿廣改造為超級英雄。
阿正（Tadashi）
阿廣的哥哥，科技學院的研究生，專長機械人工學及人工智能，醫神的發明者，為了救人而死於一場校園火災。
費吉拉（Fred）
沉迷漫畫和怪獸的富家宅男，正義感特強。他的死对头有一本他最喜欢看的书。
蛋葆（Go Go）
阿正的同學，機械工程學及工業設計研究生，追求刺激和速度。
芥末（Wasabi）
阿正的同學，壯漢，主修光學工程，有嚴重潔癖，略帶神經質。超级无敌害怕黑。
哈妮蕾夢（Honey Lemon）
阿正的同學，化學天才，極富愛心的少女。最喜欢粉色。
勞勃·卡拉漢教授（Robert Callaghan）
科技學院的教授，與濱田正消失一事有密切的關係。
本作迪士尼反派，甚至偷走了阿廣的微型機器人（為了女兒而報仇）
艾里斯泰·格利（Alistair Krei）
頂尖企業家，擁有全球最大規模的科技公司之一。
凱絲（Cass）
阿廣和阿正兩兄弟的監護人，非常疼愛兩位侄兒。
艾比蓋兒（Abigail）
卡拉漢教授的女兒。
警察（Desk Sergeant）
舊京山的警察，不相信阿廣所說的話。
費雷德里克·費雷德里克森三世（Frederick Frederickson III）
費吉拉的爸爸，已經退休的超級英雄“驚奇老闆”，本片友情客串。

### 配音员
| 配音              | 配音       | 配音                                                | 配音                                      | 配音       | 角色                                                      |
| 美國              | 日本       | 台灣                                                | 香港                                      | 大陸       | 角色                                                      |
| ----------------- | ---------- | --------------------------------------------------- | ----------------------------------------- | ---------- | --------------------------------------------------------- |
| 萊恩·波特         | 本城雄太郎 | 蔣鐵城                                              | 吳崇銘                                    | 夏侯落枫   | 阿廣（Hiro）                                              |
| 史考特·艾德希特   | 川島得愛   | 盧廣仲                                              | 梁釗峰                                    | Slayerboom | 大白（Baymax）                                            |
| 丹尼爾·海尼       | 小泉孝太郎 | 李勇                                                | 朱栢康                                    | 凌雲       | 阿正（Tadashi）                                           |
| 托德·約瑟夫·米勒  | 新田英人   | 高德宇                                              | 陳健安                                    | 趙震       | 費吉拉（Fred）                                            |
| 鄭智麟            | 浅野真澄   | 陳貞伃                                              | 王若琪                                    | 馬曉驥     | 蛋葆（Go Go）                                             |
| 小達蒙·華揚斯     | 武田幸史   | 夏治世                                              | 何建曦                                    | 陈喆       | 芥末（Wasabi）                                            |
| 吉妮絲·羅德瑞格茲 | 山根舞     | 丘梅君                                              | 麥智鈞                                    | 張艾       | 哈妮蕾夢（Honey Lemon）                                   |
| 詹姆斯·克伦威尔   | 金田明夫   | 符爽                                                | 高翰文                                    | 任亞明     | 勞勃·卡拉漢教授（Robert Callaghan）                       |
| 艾倫·圖克         | 森田順平   | 周寧                                                | 鄧榮銾                                    | 葉保華     | 艾里斯泰·格利（Alistair Krei）                            |
| 瑪雅·魯道夫       | 菅野美穗   | 杜素真                                              | 邵美君                                    | 伍鳳春     | 凱絲（Cass）                                              |
| 凱蒂·勞斯         | 植竹香菜   | 劉小芸                                              | 賴芸芬                                    | 鄭小璞     | 艾比蓋兒（Abigail）                                       |
| 丹·格森           | 坂口候一   | 林谷珍                                              | 黃文偉                                    | 高增志     | 警察（Desk Sergeant）                                     |
| 保羅·布里格斯     | 立木文彦   | 林谷珍                                              | 黃文偉                                    | 陸建藝     | 阿山哥（Yama）                                            |
| 大衛·肖格內希     | 安倍聪一   | 陳宗岳                                              | 李忠強                                    | 王振       | 記者（Heathcliff）                                        |
| 比利·布希         |            | 符爽                                                | 陳旭恆                                    |            | 主播（Newscaster）                                        |
| 史丹·李           |            | 陳宗岳                                              | 李忠強                                    |            | 費雷德里克·費雷德里克森三世（Frederick Frederickson III） |
|                   |            | 崔幗夫                                              | 郭碧珍                                    |            | 女裁判（Ringleader）                                      |
|                   |            | 姜先誠 劉安 曾詩淳 鈕凱暘 張騰 徐偉翔 孫若薇 張乃文 | 陳振聲 張振聲 黎景全 馬慧琪 潘麗芳 張正中 |            |                                                           |

## 與原作相異點

迪士尼動畫工作室人物設計總監金進（Jin Kim）所繪致敬《龍貓》的海報

電影除了借用日本文化要素，角色的姓名、經歷、特殊能力，以及共同打擊敵人之外，基本上與原作漫畫《大英雄天團》有極大差異，包含角色在內，都被電影進行大幅改編。
2009年迪士尼收購了漫威娛樂，並同時開始尋找漫威漫畫中適合改編為電影的作品，導演唐·霍爾因而從資料庫中找到這部作品。不過《大英雄天團》在連載時人氣並不高，連漫威娛樂的工作人員也沒想到這部作品會出線。霍爾第一次知道這部漫畫後，被其標題及日本要素深深吸引，與製作人约翰·雷斯特討論後，決定為了符合迪士尼動畫要求進行內容的變更以及劇本的創作。
原作中的團隊成員Sunfire與銀武士，因為版權為製作《X战警》的二十世紀福斯所持有，因此無法使用。原作中是6個日本人主角以日本為舞台發生戰鬥，電影版則改成多民族混成的隊伍。包含機器人杯麵，也被從原作中有怪獸樣貌的角色，變身成為白白胖胖、如同「會走路的棉花糖」般的醫療機器人，讓人不禁聯想起龍貓的圓胖身體以及討喜的容貌。故事也從本來英雄們利用超能力打擊犯罪，改成成員們各自發揮腦力合作禦敵的形象。
漫畫原著的編劇和繪畫師Duncan Rouleau和Steven T. Seagle，就是後來動畫工作室Man of Action的骨幹成員之二，其代表作就是在卡通頻道著名的Ben 10系列；而Man of Action便負責本電影的人物設計。

## 修改版本
由於本片有濃厚日本元素，迪士尼在對日關係敏感國家进行修正。例如韓國版本將主角及兄長改名，姓氏「Hamada→Armada」、名字「Hiro→Hero」和「Tadashi→Teddy」；中國大陸起初曾嘗試譯出全名「濱田宏」、「濱田正」以及宣傳使用「旧京山」，後定案以暱稱「小宏」，其兄長跟進用「泰迪」（Teddy）表示，上映版本改成「旧金山」。此外，也去除或置換些許畫面的日本相關特色，并将當中出现的日语假名修改为汉字或英文。

## 花絮
- 在舊京山中高樓群中，出現了《無敵破壞王》和《四眼天雞》的遊戲畫面。
- 片中警察局告示通緝圖，通緝人物為《冰雪奇緣》的汉斯王子、《魔髮奇缘》的製片人；此外，亦出現《超級零零狗》的女警察和波特的照片。
- 在费吉拉家的後花園也出現了汉斯王子的雕像，但因杯麵的升級飛拳而被粉碎。
- 按照漫威電影惯例，漫画原作者斯坦·李也客串了本片，而他是费吉拉的爸爸，一位已退休的超級英雄。
- 在主角濱田廣的房間裏也出現了《無敵破壞王》中的破壞王玩具。
- 在费吉拉的房間裏充滿了多個漫威漫畫中的英雄模型，例如Grogg、Doom、黑爪（英语：Black Talon (comics)）等等，而《超人特攻隊》裏的彈力女超人也出現了。在床上，亦可發現《星際寶貝》中史迪奇的枕頭。
- 片中亦出現了皮克斯動畫工作室最愛的A113符號，就在阿廣幫芥末設計手臂盔甲的螢幕上。
- 《大英雄天團》的動畫小組成員超過一百人，比《冰雪奇緣》的小組多十五人。
- 《大英雄天團》中，杯麵的臉部設計(一條線連著兩個圈圈)，是導演唐·霍爾到日本旅遊時看到鈴鐺所得到的靈感。而杯麵圓滾滾的氣球身體，則是導演拜訪卡內基美隆大學所研究的軟式乙烯基機器人得到的啟發。在設計杯麵時，動畫設計師研究了現實及電影中的機器人、無尾熊及嬰兒等等，杯麵的動作取材自企鵝寶寶，因為它們有著相近的身體比例。
- 《大英雄天團》是截至目前所有迪士尼動畫中背景角色第二多的（仅次于2018年的《无敌破坏王2：大闹互联网》），迪士尼使用了他們自行研發的"Denizen"軟體創造了六百七十個獨立角色，相比起《冰雪奇緣》的兩百七十個、《無敵破壞王》中的一百八十五個、而《魔髮奇緣》更只有八十個。而這六百七十個獨立角色每個都擁有最高三十二種的衣著搭配，乘以三十二種不同的髮型及膚色，也就是說，《大英雄天團》可創造出多達686080個背景人物在舊京山市來來去去。而迪士尼公司鼓勵員工客串路人角色，《大英雄天團》中約有兩百個背景角色是工作人員客串演出。
- 舊京山市包含了超過八萬棟的建築物、十萬部交通工具、二十萬個街燈及二十五萬棵樹。隧道附近出現《冰雪奇緣》的雪寶。

## 音乐
《大英雄聯盟》的主题曲是来自美国朋克乐队打倒男孩的《Immortals》，而另一個主題曲選用在2005年日本發售的《Story》，而且是由原唱者AI改編的英文版。影片配乐由英国编曲人亨利·杰克曼操刀制作，他曾为迪士尼的动画电影《无敌破坏王》制作编曲。

## 评价
爛番茄基於178個專業評論持有89%的新鮮度，平均得分7.4。網際網路電影資料庫平均得分7.8（滿分10分），為該網站2014年十大動畫電影片第3名。在Metacritic上根據38篇影評，得分74。《TheWrap》给90分：亲切又灵活，令人激动且令人捧腹，影片用一个接近原创的故事将超级英雄电影的娱乐性提升至一个新高度。
《华盛顿邮报》给88分：这是一部看起来很有趣的电影。影片的看点不只是其中的动作戏，更在于其中心角色的内心感情。
《波士顿环球报》给75分：一部令人满意的、灌输着传统迪士尼动画情感使人感动的动画。

## 荣誉
超能陆战队最终榮獲第87届奥斯卡金像奖最佳动画长片。

## 電視影集
2017年11月20日，电视电影《大英雄聯盟：杯麵回歸》在迪士尼频道和迪士尼XD并机播出，随后正式剧集於2018年初率先在英国迪士尼XD、德国迪士尼XD和澳大利亚/新西兰迪士尼频道开播。2018年7月，剧集正式在迪士尼频道开播。
2020年12月9日，迪士尼在投資者大會上宣佈將推出該作的前傳劇集《杯麵！》並計劃在Disney+上推出。與其他改編自迪士尼經典動畫長片的劇集不同，該作將直接由華特迪士尼動畫工作室製作而非迪士尼電視動畫公司製作。

## 票房
直至2015年3月15日全球票房總值達到美金$657,818,612，成為2014年最賣座的動畫電影。
北美方面，首周末获得5621万美元名列榜首，高于获得4751万的《星际穿越》。次周末收3600万次于喜剧片《阿呆與阿瓜：賤招拆招》列第二。第三周末收2009万蝉联亚军。第四周末收1877万列第三，四周累计1.67亿。
中国大陆方面，首周放映2天收获8500万人民币，打破了迪士尼动画电影在华上映的首周票房纪录。第二周获得1.87亿人民币，成为该周票房冠军。第三周收1.4亿居亚军。第四周收入7500万列第四位，最终累计5.27亿。
台灣方面，口碑場三天票房為新台幣482萬元；正式上映後，首週票房累計至新台幣5900萬元；次週票房累計至新台幣8700萬元；第三週票房累計至新台幣1.09億元；第四週票房累計至新台幣1.25億元；第五週票房累計至新台幣1.37億元；最終全台票房為新台幣1.49億元。
| 上一届： 《死亡占卜》      | 2014年美國週末票房冠軍 第45周                   | 下一届： 《阿呆與阿瓜：賤招拆招》 |
| 上一届： 《博物館驚魂夜3》 | 2015年台北週末票房冠軍 第1週（1月2日－1月4日）  | 下一届： 《飓风营救3》            |
| 上一届： 《賭城風雲2》     | 2015年中国一周票房冠军 第10週（3月2日－3月8日） | 下一届： 《仙履奇緣》             |

## 外部連結
- 大卡通資料庫上《大英雄天團》的資料（英文）

- AllMovie上《大英雄天團》的资料（英文）
- 互联网电影数据库（IMDb）上《大英雄天團》的资料（英文）
- Box Office Mojo上《大英雄天團》的資料（英文）
- 爛番茄上《大英雄天團》的資料（英文）
- Metacritic上《大英雄天團》的資料（英文）
- 開眼電影網上《大英雄天團》的資料（繁體中文）
- 时光网上《大英雄天團》的資料（简体中文）
- 豆瓣电影上《大英雄天團》的資料 （简体中文）